# Pteropodinae
Pteropodinae – podrodzina ssaków z rodziny rudawkowatych (Pteropodidae).

## Rozmieszczenie geograficzne
Podrodzina obejmuje gatunki występujące w Afryce, południowej i południowo-wschodniej Azji, Australii oraz Oceanii.

## Podział systematyczny
Do podrodziny należą następujące plemiona:
- Pteralopini Almeida, Simmmons & Giannini, 2020
- Melonycterini Almeida, Simmmons & Giannini, 2020
- Pteropodini J.E. Gray, 1821